# هانز فير
هانز ڤير ([Hans Wehr) (IPA [hæns vɛ:ʁ])مستعرب ألماني، ومؤلف أفضل قاموس بين اللغة العربية والألمانية. وُلد في مدينة ليبسك في العام 1909 وتوفى في مدينة مونستر في العام 1981. كان أستاذا للغة العربية في جامعة مونستر بين الأعوام 1957 و 1974. تم ترجمة قاموسه إلى اللغة الانكلزية لينسج على منواله قاموس عربي ـ إنكليزي.
ما زال قاموس هانز فير مرجعًا لكل متعلمي اللغة العربية والألمانية، بجانب قاموس جوتس شراجله Götz Schregle الألماني ـ العربي وقاموسه الآخر الذي لم يكتمل عربي ـ ألماني وكذلك قاموس جونتر كرال 	Krahl, Günther
WÖRTERBUCH des modernen Arabisch والذي صدر اولا في ألمانيا الشرقية ثم صدر مرة أخرى من قبل مطبعة لبنان.

## أعماله
- Arabisches Wörterbuch für die Schriftsprache der Gegenwart. Erstauflage Leipzig 1952
- The Hans Wehr Dictionary of Modern Written Arabic